# Dixa dolichostyla
Dixa dolichostyla är en tvåvingeart som beskrevs av Peters 1993. Dixa dolichostyla ingår i släktet Dixa och familjen u-myggor.
Artens utbredningsområde är Sydkorea. Inga underarter finns listade i Catalogue of Life.